# 성남문원중학교
성남문원중학교(城南文苑中學校)는 대한민국 경기도 성남시 수정구 단대동에 있는 공립 중학교이다.

## 학교 연혁
- 1983년 1월 22일 : 문원중학교 설립
- 1983년 3월 4일 : 제1회 입학식 (5학급 323명 입학)
- 1983년 3월 5일 : 초대 문현용 교장 취임
- 1986년 2월 14일 : 제1회 316명 졸업
- 1996년 3월 1일 : 성남 문원중학교로 교명 변경
- 1997년 1월 6일 : 레슬링 수련관 신축
- 2009년 9월 1일 : 경기도교육감 지정 혁신학교 운영
- 2013년 4월 2일 : 교육부 지정 뮤지컬운영학교 운영
- 2013년 9월 1일 : 경기도교육감 지정 자율학교 운영, 혁신학교 재지정 운영
- 2017년 4월 17일 : 창의융합형 과학실 모델학교 선정(한국과학창의재단)
- 2023년 3월 1일 : 제14대 이경옥 교장 취임
- 2024년 1월 5일 : 제39회 졸업식(누계 11,732명)
- 2024년 3월 4일 : 제42회 입학식(3학급 57명 입학)

## 참고 자료
- 성남문원중학교 - 한국교육학술정보원 학교알리미